# Demo(n)kratija
Knjiga Demo(n)kratija (Negotin, 2004) je druga knjiga autora  Miljana Ristića, objavljena 2004. godine kao autorsko izdanje. U pitanju je zbirka posmodernih priča koja ukupno sadrži 15 priča.
Demo(n)kratija je neobično i lucidno štivo ironičnog, a ponekad i oštrog ciničnog tona kojim se autor poigrava različitim temama: počev od parodije stereotipa, preko osnovnih egzistencionalnih pitanja, sve do onih koje se mogu klasifikovati u teorije globalne zavere i  manipulacije.

## Priče u knjizi
- U ulozi boga
- Buđenje
- Ljubavnik
- Po jutru se dan ne poznaje
- Pas
- Susret degeneracije
- Alter ego
- Povorka
- Razlog za ostanak
- Anegdota
- 5 do 12
- Šah mat
- Anti bog
- Sektaška propaganda
- Demo(n)kratija